# Акролепиды
Акролепиды, или минирующие стеблевые моли (лат. Acrolepiidae) — семейство бабочек.

## Описание
Бабочки мелких размеров с размахом крыльев 7—18 мм. Голова с пучком торчащих чешуек на темени или на затылке, лоб округленный. Хоботок хорошо развит, длинный, голый. Губные щупики 3-члениковык, массивные, серповидно изогнутые вверх. Усики достигают 2/3 — 3/4 длины переднего крыла, тонкие, голые. Глазки отсутствуют. Передние крылья широко-ланцетовидные, буроватых или буровато-серых тонов, обычно с беловатыми и бурыми пятнами или перевязями. Жилка Sc упирается в костальный край крыла перед или сразу за серединой.
Гусеницы — облигатные эндобионты (чаще минеры) листьев, цветов, плодов, семян амарантовых, пасленовых, сложноцветных, лилейных, смилаксовых, диоскорейных, орхидных, многие виды — монофаги. В Палеарктике 4 рода и 48 видов, в их жизненном цикле характерна зимовка имаго (часто, особенно в южных районах).

## Роды
- Acrolepia (Curtis 1838)
- Acrolepiopsis (Gaedike, 1970)
- Digitivalva (Gaedike, 1970)